# Société des Avions Henry Potez
La Société des Aéroplanes Henry Potez (Société des Avions Henry Potez à partir de 1924) est un constructeur aéronautique créé par Henry Potez en 1919. La société est dotée d'un bureau d'études réputé dirigé par Louis Coroller. En 20 ans, la société construit quarante prototypes dont la moitié (21) sont construits en série. Elle est particulièrement connue pour les avions militaires Potez 25 (observation, 1925), Potez 54 (BCR, 1933), Potez 63 (chasse, 1936) ; pour l'avion de transport Potez 62 (1935) et pour les avions de tourisme Potez 36 (1929), Potez 43 (1932) et Potez 60 (1934). 

## Histoire

### Les débuts
À la fin de la Première Guerre mondiale, les stocks d'avions sont au plus haut et les perspectives sont troubles pour les années à venir. Marcel Bloch, associé d'Henry Potez au sein de la Société d'études aéronautiques, quitte l'aéronautique et revend ses parts à Henry Potez qui lui persiste dans cette voie.
En 1919, Henry Potez crée à Aubervilliers les Ateliers d'Aviation Henry Potez avec l'aide financière de son père. La société commence par remettre en état des SEA IV. Dans le cadre de la politique de soutien de Flandin, elle reçoit des commandes pour 30 Breguet sous licence en 1920 suivi de 30 autres en 1921.
En parallèle, le bureau d'études mené par Louis Coroller planche sur le Potez VII qui est une version civile du SEA IV. Cet exemplaire est notamment vendu à la compagnie Franco-Roumaine qui assure des vols Paris-Prague.
Rapidement, le bureau d'études initie une étude pour un avion de tourisme, le Potez VIII qu'il est prévu d'équiper avec un moteur fait maison : le Potez A-4. Le moteur ne tenant pas plus de 3 ou 4 heures, il est décidé de se rabattre sur un Anzani 60 chevaux. L'avion est construit à une centaine d'exemplaires.
Ces premiers travaux étaient suffisants pour déménager en 1921 rue Clément à Levallois dans une petite usine sous-louée aux cycles Bayard. Cette même année, la Société des Aéroplanes Henry Potez est créée.
Le Potez IX est conçu pour prendre la suite du Potez VII, il conserve un moteur Lorraine-Dietrich 370 ch mais permet d'accueillir 4 passagers dans une cabine fermée. Une trentaine d'exemplaires ont été construits et l'un d'entre eux a été offert au roi d'Espagne Alfonse XIII.
En 1922, la société sous-traite des Nieuport, réalise des études sur plan rémunérées (Potez XI, XIII et XIV) en attendant l'occasion de pouvoir se hisser au niveau de ses illustres prédécesseurs. L'occasion vient avec le Potez XV qui est un biplan classique qui a l'avantage de plaire aux militaires car il est simple à piloter et à réparer. Bien que surclassé le Breguet 19, il est tout de même commandé dans un premier temps à 95 exemplaires,. 

### Méaulte: la plus grande usine du monde

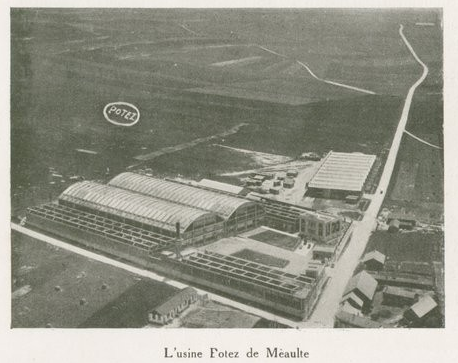
L'usine Potez de Méaulte en 1928.

Le Potez XV est le socle sur lequel Potez construit son entreprise. D'un point de vue technique, il constitue la base de tous les prototypes développés dans les 10 années qui suivent ; d'un point de vue financier, les revenus des premières commandes (6 millions) permettent à Potez de construire une usine du niveau de Breguet à Vélizy et de financer la conception d'un modèle capable de surpasser ce dernier. Au besoin, l'étalement des livraisons de Potez XV pour « raisons techniques » permet de faciliter le financement de l'usine.
Méaulte dispose de plusieurs avantages. C'est un plateau avec peu d'obstacles. De plus, le père d'Henry Potez (gros minotier) y possède des terrains. La ville a été détruite pendant la guerre et les fonds de reconstructions sont disponibles pour financer l'activité. Enfin, la modernisation de l'agriculture rend disponible une main d’œuvre abondante, à un coût inférieur d'un tiers à celui d'un ouvrier francilien. L'initiative répondait également à la volonté de l'État de décentralisation de l'industrie aéronautique - à l'époque fortement concentrée à Paris et en petite couronne.
La construction est lancée en 1922 et les premiers avions (des Potez XV) y sont usinés à partir de 1925. C'est une usine de 25 000 m2 couverts dont 2 halls de 100m × 30m pouvant accueillir 1.100 ouvriers pour une production de pointe de 150 avions par an accolée à un terrain d'aviation de 50 hectares. L'usine passe rapidement à 60 000 m2 couverts et 3.200 personnes. De 1925 à 1935, c'est la plus grande usine aéronautique du monde, accueillant de nombreux visiteurs.
L'usine de Méaulte est alimentée par des pièces usinées par la Société des Constructions Mécaniques d'Albert (également fondé par les Potez avec les fonds de reconstruction) et par les usines de Courbevoie (anciennement Anzani) à qui sont confiés les usinages nécessitant une main d’œuvre spécialisée dans la mécanique de précision.

### Le Potez 25: l'avion phare de l'entre-deux-guerres
En mai 1925, le Potez 25 est l'avion qui permet à Potez de s'imposer sur le marché. Résultat de plusieurs années d'amélioration du Potez XV, il partage avec ce dernier les qualités de facilités de pilotage et de réparation ; il est également compatible avec plusieurs types de moteur. Comme le Potez XV, ses performances ne sont pas extraordinaires comparées aux avions de l'époque mais sa rusticité permet de le vendre à un coût inférieur à la concurrence : 3 Potez 25 coûtaient autant que 2 Breguet 19. 
L'armée commande 100 exemplaires en 1925, ce qui crée un effet d'entrainement sur les pays continentaux alliés. L'appareil est décliné en de nombreuses versions (TOE : Théâtres d'Opérations Extérieurs ; estafette sanitaire, postal).
Le Potez 25 s'illustre à de nombreuses reprises dans des raids en 1924 : Paris-Bombay-Belgrade (14.000 km) en mai ; Paris-Moscou (7.300 km) en août  et Paris-Saïgon-Paris (23.000 km) d'octobre à décembre. Lors de la croisière noire de l'escadre Vuillemin, 28 Potez 25 font une boucle de Paris aux colonies d'Afrique française.
7 exemplaires du Potez 25 TOE furent achetés par l'Aéropostale pour franchir la cordillère des Andes, seul modèle de l'époque à posséder un plafond de 7.000 m. L'accident légendaire de Guillaumet se produisit avec un Potez 25. Il est important de noter que l'été suivant, l'avion réparé reprit les vols après 6 mois dans la neige.
Le Potez 25 a été construit à 4.000 exemplaires dans 87 variantes différentes. Ce succès permet à Potez de créer à Méaulte sur fonds propre (ce qui aura son importance lors des nationalisations) un bureau d'études et un atelier des prototypes auquel il verse 10 % du personnel de l'usine.
Le succès du Potez 25 pousse Potez à augmenter progressivement le prix de son modèle phare : +47 % en 1927 et +14 % entre l'été et l'automne 1928. En réaction, l'armée commande des Potez 25 en sous-traitance à Hanriot dès 1927. Le Potez 39, version adaptée du Potez 25 entièrement métallique destinée à remplacer ce dernier à partir de 1930 coûte 41 % plus cher que le Po25 (tout en étant moins coûteux à construire que ce dernier).

### L'essor de l'aviation civile
Le début des années 1930 marque également les débuts de l'aviation civile à laquelle participent la Société des Avions Potez avec pour commencer le Potez 29 qui est une version civile du Po 25 (commandé à une quinzaine d'exemplaires par les lignes CIDNA et à 120 exemplaires par l'Armée de l'Air pour du transport ou en estafette sanitaire). Puis avec le Potez 32, version monoplan du précédent (avec une aile parasol) commandé à une quarantaine d'exemplaires - principalement par CIDNA. 
Proposé en 1929, le Potez 36 avion phare de l'aviation populaire, conçu pour des pilotes occasionnels (un bec de sécurité fixe augmente la portance et diminue les risques de décrochage). Le Po 36 est construit à plus de 200 exemplaires. Il est suivi en 1932 par le Potez 43 (130 exemplaires) et en 1934 par le Potez 58 (plus de 300 exemplaires). En 1935, le Potez 60 « Sauterelle » vise à proposer un avion pour la formation initiale des pilotes à un bon rapport qualité/prix.
Dans la même période, l'entreprise lance également des écoles de pilotage et des stations services qui deviennent Potez Aéro-Service en 1935.

### La recherche des records
Les concours de vitesse, altitude, distance et les raids sont pour un constructeur comme Potez un moyen d'attirer l'attention sur la qualité de leurs avions. À cet effet, Henry Potez embauche Maryse Bastié de 1932 à 1935.
Le Potez 28 décroche en 1926 le record de distance en ligne droite (4.305 km)
Le Potez 50 décroche en 1932 plusieurs records de vitesse, donc la coupe Bibesco (vitesse sur un Rome-Bucarest), une version modifiée (Potez 506) décroche entre 1933 et 1936 3 records d'altitude.
Le Potez 53 décroche en 1933 la coupe Deutsch de la Meurthe (vitesse).

### Les modèles militaires du réarmement
En 1933, la société crée le Potez 54 pour répondre au programme Bombardement-Combat-Reconnaissance (BCR) et remporte le marché (270 exemplaires).
En 1936, le Potez 63 répond à un programme de chasse et d'interception. Il est construit à plus de 1 000 exemplaires.

### Nationalisation
En 1936, l'industrie aéronautique est nationalisée. L'usine de Méaulte est reprise par la Société nationale des constructions aéronautiques du Nord (SNCAN) dont Henry Potez est nommé administrateur-délégué. Le bureau d'études et l'atelier de fabrication des prototypes situé sur le même site restent en revanche propriété de Potez.

## Département moteur
Après l'échec du Potez A-4, l'entreprise a laissé de côté les moteurs pour se concentrer sur les cellules. En 1923, Potez l'achat d'Anzani permet de créer un département moteur constitué d'une usine à Courbevoie et d'un bureau d'études dont la direction est prise par l'ingénieur Ménétrier. Le tout a pour objectif de concevoir des moteurs ainsi que de réaliser les pièces pour Méaulte nécessitant un usinage de précision. 
Lors du rachat des moteurs Lorraine, le département déménage à Argenteuil sur le site de Lorraine (tout en restant distinct de cette dernière). En 1937/1938, Potez crée un laboratoire d'études de moteur à Suresnes où déménage le département moteurs après la nationalisation de Lorraine.

## Technique
La firme Potez profite à partir de 1934 des souffleries de l'Institut de mécanique des fluides de Lille pour réaliser ses essais de prototypes.